# Callohesma euxantha
Callohesma euxantha är en biart som först beskrevs av Perkins 1912.  Callohesma euxantha ingår i släktet Callohesma och familjen korttungebin. Inga underarter finns listade.

## Bildgalleri

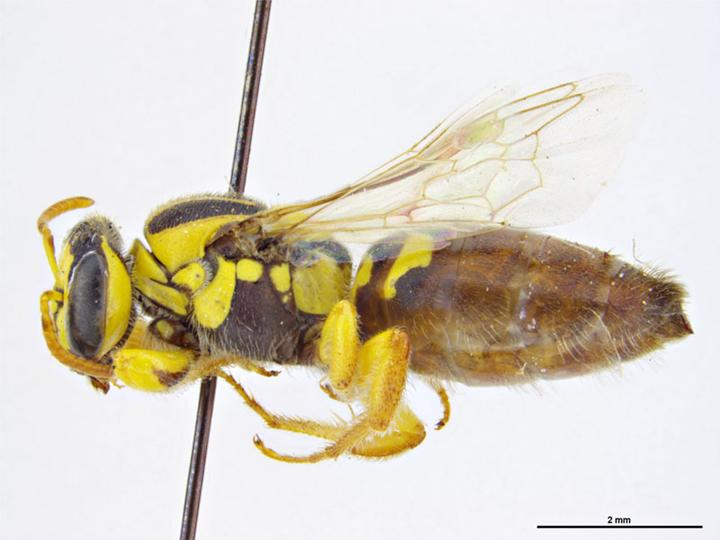
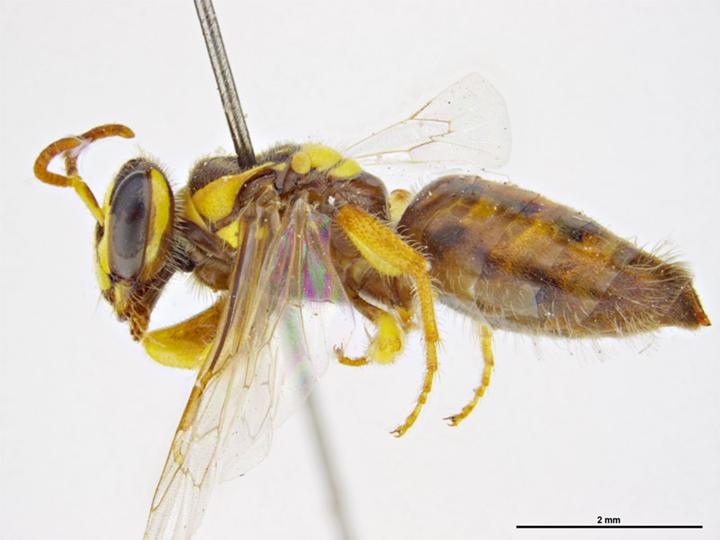